# Gaétan Girouard
Gaétan Girouard était un journaliste et animateur de télévision québécois (Canada) né le 10 mars 1965, à Saint-Hyacinthe, et mort le 14 janvier 1999, à Sainte-Foy.

## Biographie
Gaétan Girouard fait des études en information et journalisme avant de devenir animateur de station de radio à CKBS (en) dans sa région natale de Saint-Hyacinthe en Montérégie en 1981 et un an plus tard à CHEF dans la ville de Granby. Il joue également un petit rôle dans le film La Quarantaine d'Anne-Claire Poirier en 1982. En 1991, sa carrière journalistique s'oriente vers la télévision lorsqu'il coanime, avec Benoît Johnson, l'émission d'affaires publiques 911 au Réseau TVA. Il est par la suite reporter quotidien à l'émission matinale Salut, Bonjour! et prend finalement les commandes avec Jocelyne Cazin de sa propre émission en 1997 avec J.E./J.E. en direct. 
Au cours de sa carrière, il fut l'un des premiers journalistes à faire des reportages d'action en direct ("Live-TV") et se présenta sur des scènes d'actualité majeures, notamment durant la crise d'Oka en 1990 et en plein cœur des émeutes de la Coupe Stanley à Montréal en 1993. En 1998, ses qualités de journaliste émérite et son travail acharné sont récompensés et reconnus par le public qui le gratifie du MetroStar du meilleur animateur d'émissions d'affaires publiques, qu'il décide de partager avec sa partenaire de travail et amie, Jocelyne Cazin.
Il était marié avec Nathalie Préfontaine en avril 1997, après dix ans de vie commune. Ils ont eu deux enfants : Justine, née en 1990 et Marie-Claude, née en 1992.

### Décès
Gaétan Girouard meurt le 14 janvier 1999 par suicide, à la suite d'une forte dépression nerveuse, ainsi que plusieurs poursuites contre J.E., qui le préoccupaient énormément. L'annonce de sa mort a eu un grand retentissement au Québec et a été très médiatisée.

## «L'effet Gaétan Girouard»
L'Association Québécoise de Prévention du Suicide (AQPS)  a publié en 2005  une étude démontrant un lien entre la couverture du suicide de Gaétan Girouard dans les médias et une hausse du nombre de suicides durant la même période.
Voici quelques extraits du journal Le Devoir traitant de cette étude :
Le 14 janvier 1999, le journaliste-vedette de TVA mettait fin à ses jours, plongeant le Québec dans la stupeur. Six ans plus tard, une étude montre qu'il y a bel et bien eu un «effet Gaétan Girouard» sur les Québécois, qui ont choisi la mort en plus grand nombre dans les mois suivant ce décès.
[…]
« Le mois de janvier est le mois où le taux de suicide est le plus bas au Québec, avec un peu moins de 100 suicides. Or, pour la période du 15 janvier au 15 février 1999 [c.-à-d. le mois suivant le suicide de G. Girouard], on a compté 155 décès par suicide », a montré Michel Tousignant, l'auteur principal de cette étude menée par le Centre de recherche et d'intervention sur le suicide et l'euthanasie (CRISE).
[…]
Autre fait troublant, le CRISE a noté un impact certain sur la municipalité où s'est joué le drame. À Sainte-Foy, on a déploré six pendaisons dans les 38 jours qui ont suivi la mort par pendaison de Gaétan Girouard. Par comparaison, il n'y avait eu que 19 décès par pendaison au cours des trois années précédentes dans cette même municipalité. 
[…]
Toute cette angoisse dans la population a également été mesurée par le biais de la ligne prévention suicide (1-866-APPELLE) qui, dans les quatre jours suivant le décès du reporter, a reçu 200 % plus d'appels.

## Télévision et radio
- 1981/1982 : CKBS (Radio de Saint-Hyacinthe) (reporter)
- 1982/1987 : CHEF (Radio de Granby) (annonceur-animateur)
- 1987/1991 : NTR (présentateur des bulletins de nouvelles à la Presse canadienne)
- 1989/1991 : TVA (animateur et présentateur de nouvelles)
- 1991/1993 : 911 (coanimation avec Benoît Johnson)
- 1993-97 :  J.E. (avec Jocelyne Cazin)
- 1993-99 : Salut Bonjour
- 1997-99 : J.E. en direct (avec Jocelyne Cazin)[5]
- 1998 :  Élections provinciales à TVA (avec Pierre Bruneau)